# Aviceda leuphotes
La baza negra (Aviceda leuphotes) es una especie de ave accipitriforme de la familia Accipitridae propia de Asia. Habita los bosques tropicales y subtropicales de Asia Meridional y el sureste de Asia. Las poblaciones septentrionales migran hacia el sur, llegando hasta Sri Lanka, Sumatra y Java. Tiene una cresta prominente, patas cortas y fuertes y pies con garras fuertes. 